# サイレージ

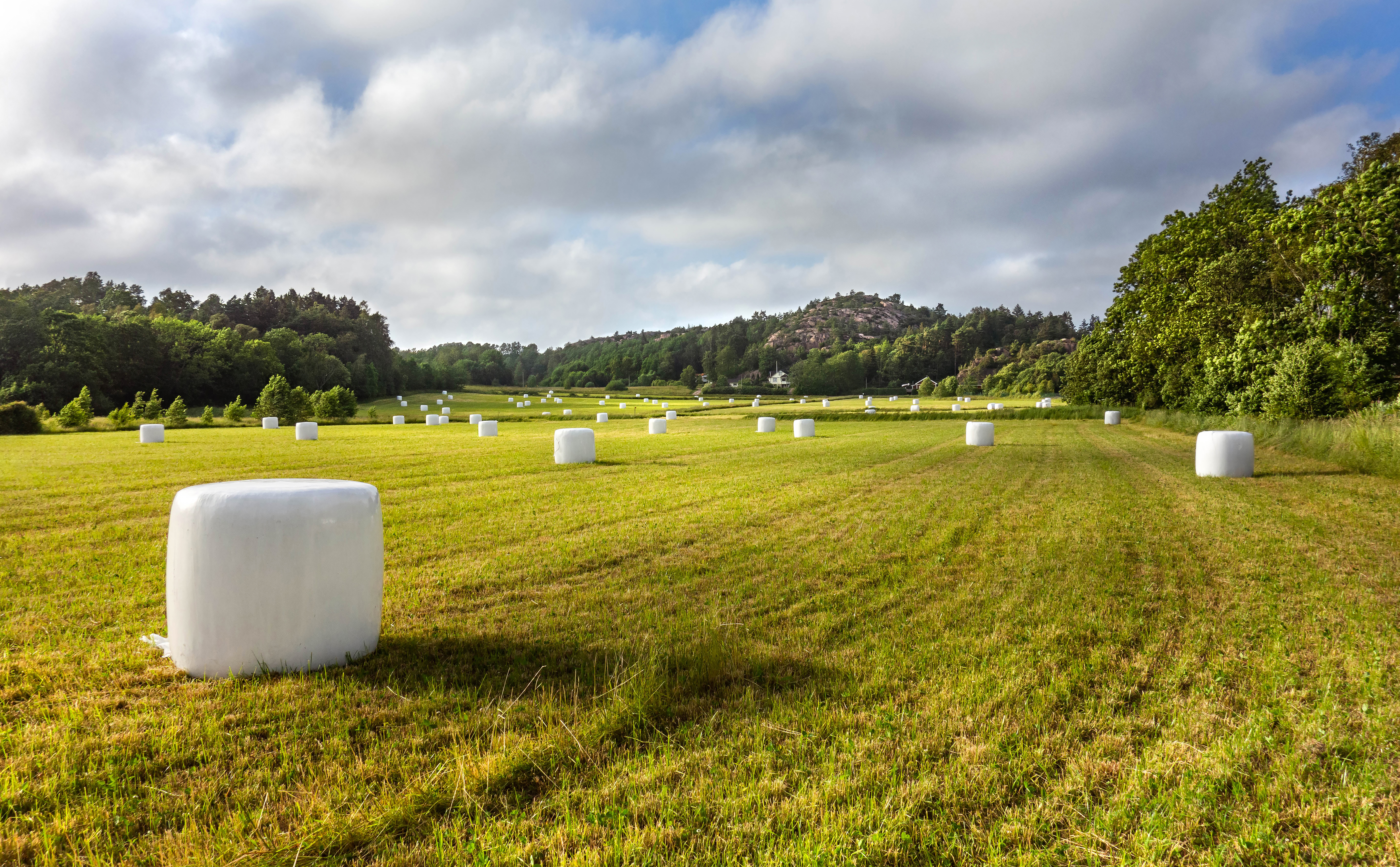
ロールベールラップサイレージ

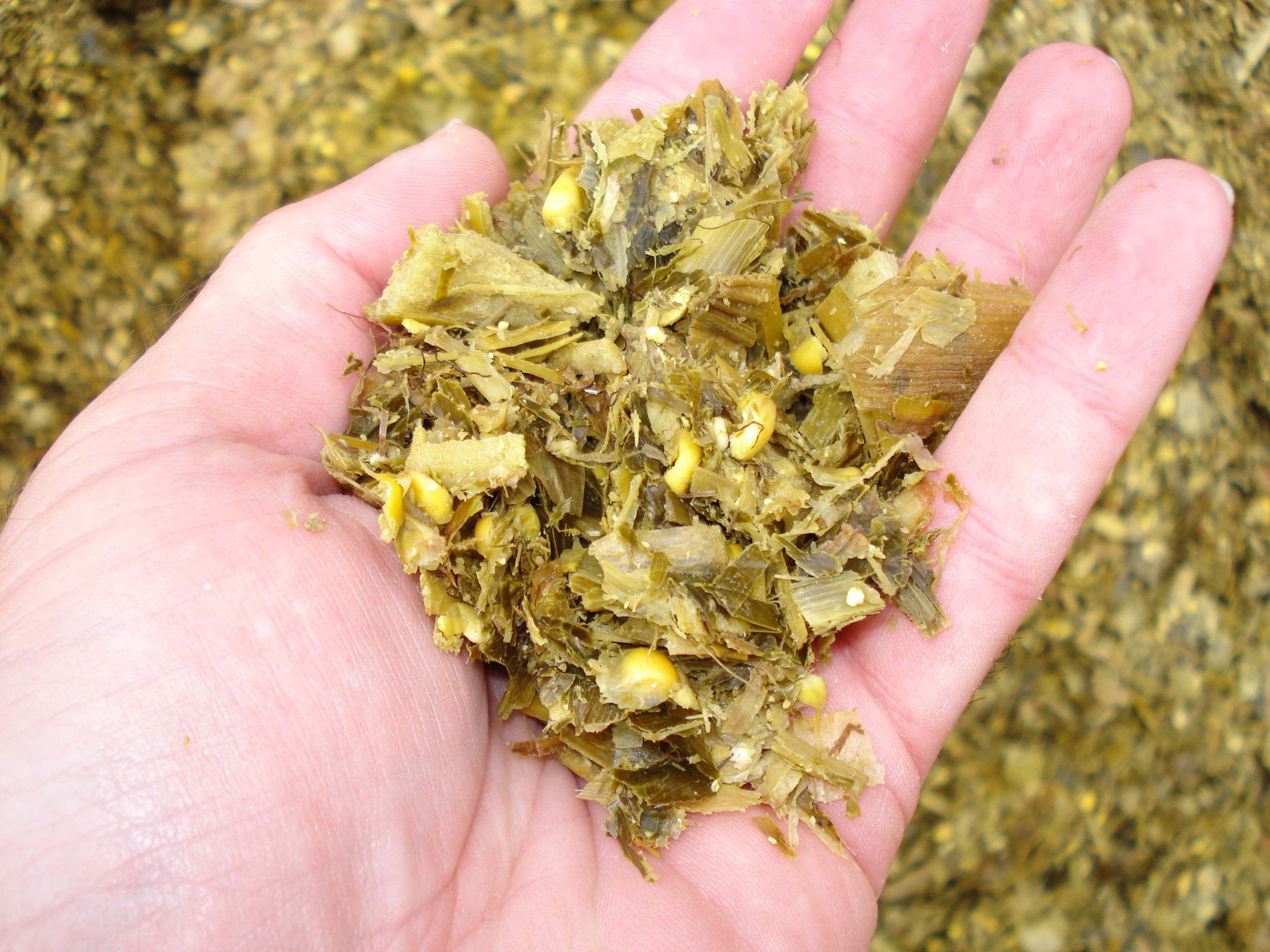
トウモロコシのサイレージ

サイレージ (silage) とは、牧草や飼料作物など高水分の飼料を適度な水分を保ったまま密封し、乳酸発酵を主とする嫌気的発酵（サイレージ発酵）を行うことで貯蔵性を高めた飼料。粗飼料の一種である。

## 概要
収穫した牧草や飼料作物を、地面に建設されたサイロに詰めたり、ベーラーという農業機械を使ってロールベールラップサイロを作る。
サイロに詰め込まれたサイレージの発酵から利用までの過程は5つに分けられる。詰め込み後、2～3日間、サイレージ材料はサイロ内に残った酸素を利用して呼吸を行うため温度が一時的に上昇して糖分を消耗する（第1期）。詰め込み後4～10日たつと酸素が消費されて嫌気状態となり、乳酸菌の増殖による乳酸の生成が高まり、pHは低下して温度も下降する（第2期）。さらに詰め込み後15～20日たつとpHは4.2以下に低下して不良菌の増殖が抑制され安定する（第3期）。
調製条件が良好であれば詰め込み後30～40日は安定した状態が保たれる（第4期）。しかし、調製条件が悪いと酪酸菌などによって乳酸が酢酸や酪酸に移行したり、たんぱく分解によるアンモニアの増加が起こり養分の損失を生じる。
開封後のサイレージの利用期を第5期という。しかし、開封後も二次発酵によって変敗することがあるので注意が必要である。
一般に水分含量は75%前後に調整されるが、40%程度に調整したものを特にヘイレージ（haylage、低水分サイレージ）と呼ぶ。ヘイレージは気密性が悪いと好気的発酵が行われ、品質の低下を招くことがある。

## サイレージの種類

### 部位による分類
- 茎葉を利用 - 主に牧草での方法[3]。
- 穀実と茎葉を利用（ホールクロップサイレージ） - トウモロコシ、ソルガム、飼料用稲を利用するサイレージで一般的な方法[3]。
- 穀実のみを利用（ソフトグレインサイレージ） - トウモロコシ、ソルガム、大麦を利用する一部のサイレージ[3]。

### 原料による分類
- イネ科牧草
  - 高水分サイレージと予乾サイレージに分けられる[2]。
- ムギ類
  - オオムギ、ビール麦、ライムギなどを利用する[2]。一般的なイネ科牧草とは異なり出穂期だけでなく乳熟期のものも用いられる[2]。
- トウモロコシ
  - トウモロコシは糖含量が高くサイレージ原料に適しておりトウモロコシサイレージ（コーンサイレージ）という[2]。
  - イアコーンサイレージは雌穂（しずい）の一部あるいは全体を収穫し、サイレージとして密封貯蔵したもの。輸入穀物を主原料とした配合飼料や、圧片トウモロコシの代替となる新しい国産濃厚飼料として期待されている[4][5]。雌穂は、子実（grain：グレイン）が約 8 割で、残り 2 割は繊維含量の高い芯（cob：コブ）や穂皮（husk：ハスク）で構成されている[6]。
- ソルガム
  - 一般的なイネ科牧草とは異なり開花期から乳熟期のものを用いる[2]。

## サイレージの調製

### 牧草サイレージ
青刈りした牧草をバンカーサイロなどに移すか、以下のようにラップサイレージを作る
- ロールベーラーで畑の牧草を集め、円筒状に固める
- ラップマシーンを用い牧草の周りをラッピングし、ロールベールをつくる
- 約1ヶ月乳酸発酵させたものをウシに供する

### トウモロコシサイレージ
トウモロコシは牧草の中では栄養価が高く、収穫量が多い。
- ハーベスターで、トウモロコシの実と茎葉の全てを細かく刻みながら刈り取る
- バンカーサイロへ運び入れる
- フロントローダーで踏み込んで空気を抜きビニールで密封する
- 約1ヶ月乳酸発酵させたものをウシに供する

### 飼料用稲
飼料用稲をサイレージとして使用する場合、糊熟期～黄熟期を基本とするが、牛の種類等により早刈りや遅刈りを行い調整する。飼料用稲の刈り取りには専用収穫機を利用することもある。
ベーラーという農業機械を使ってロールベールラップサイロに仕上げる。藁は稲作においては廃棄物扱いであるため、有効活用法として農林水産省が支援している。
なお、藁はサイレージ調製において乳酸発酵を促進させるための添加物（水分調整材など）としても使用される。

## ギャラリー

サイレージを作るサイロの種類
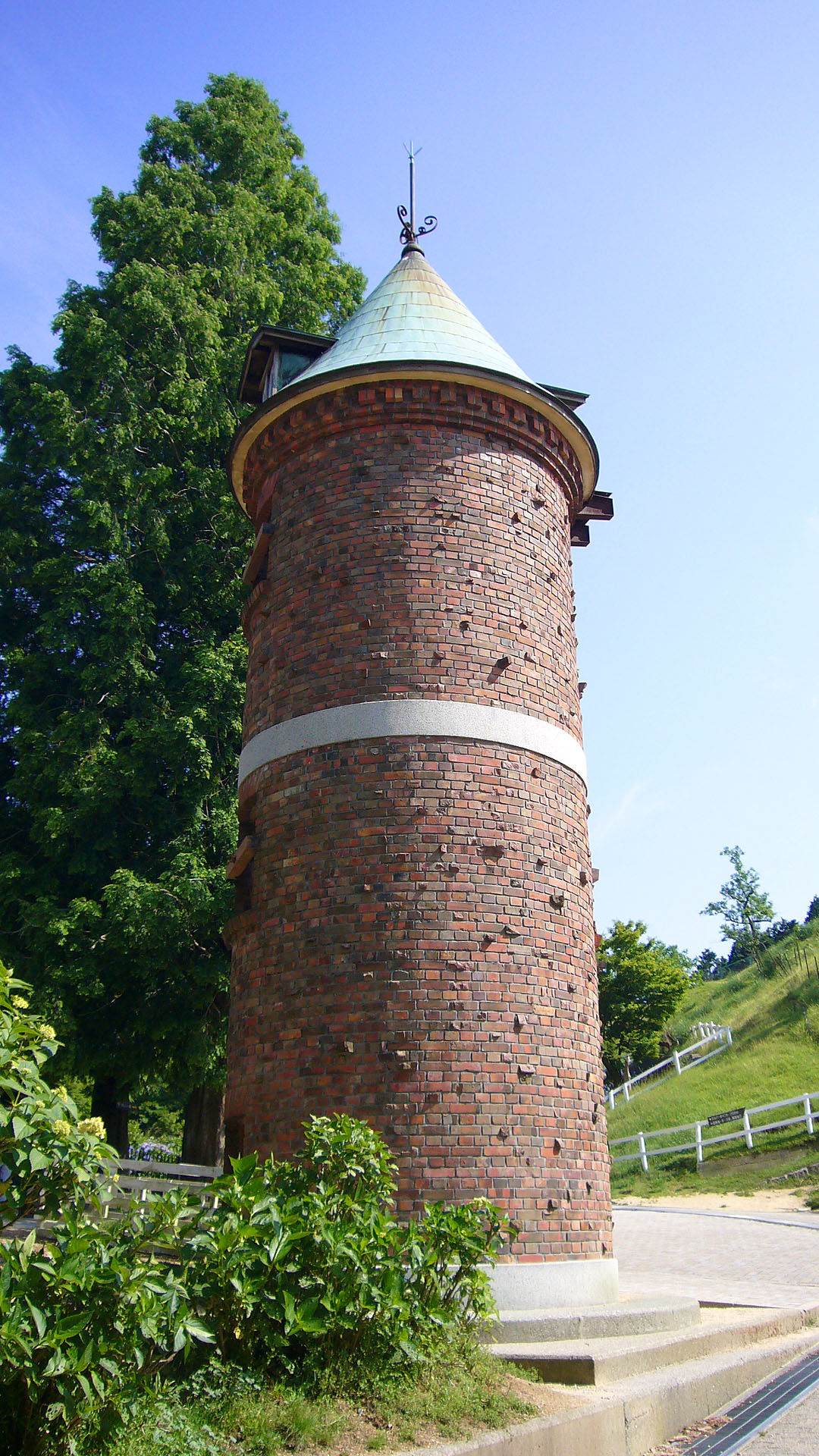
塔型サイロ
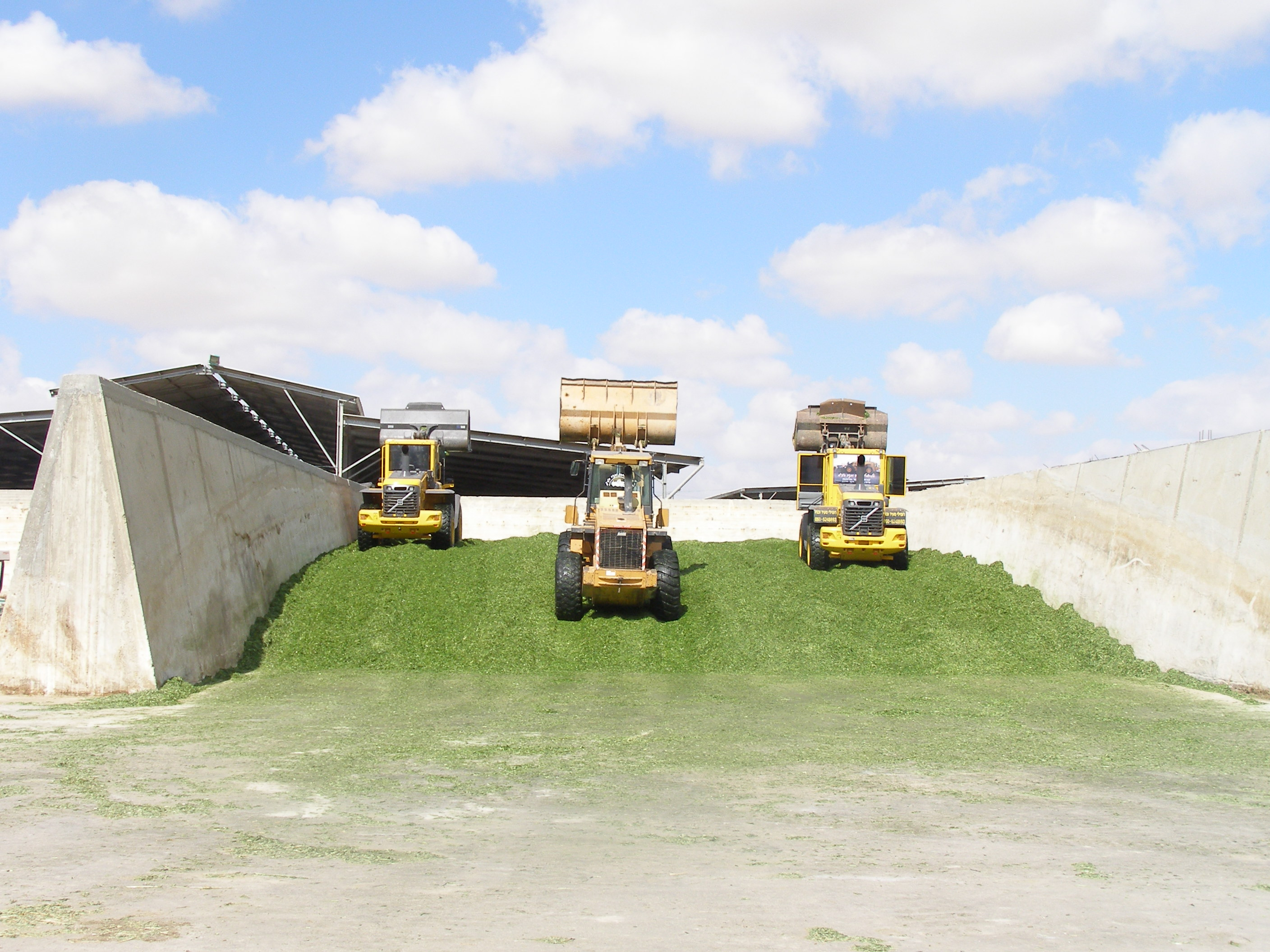
バンカーサイロ
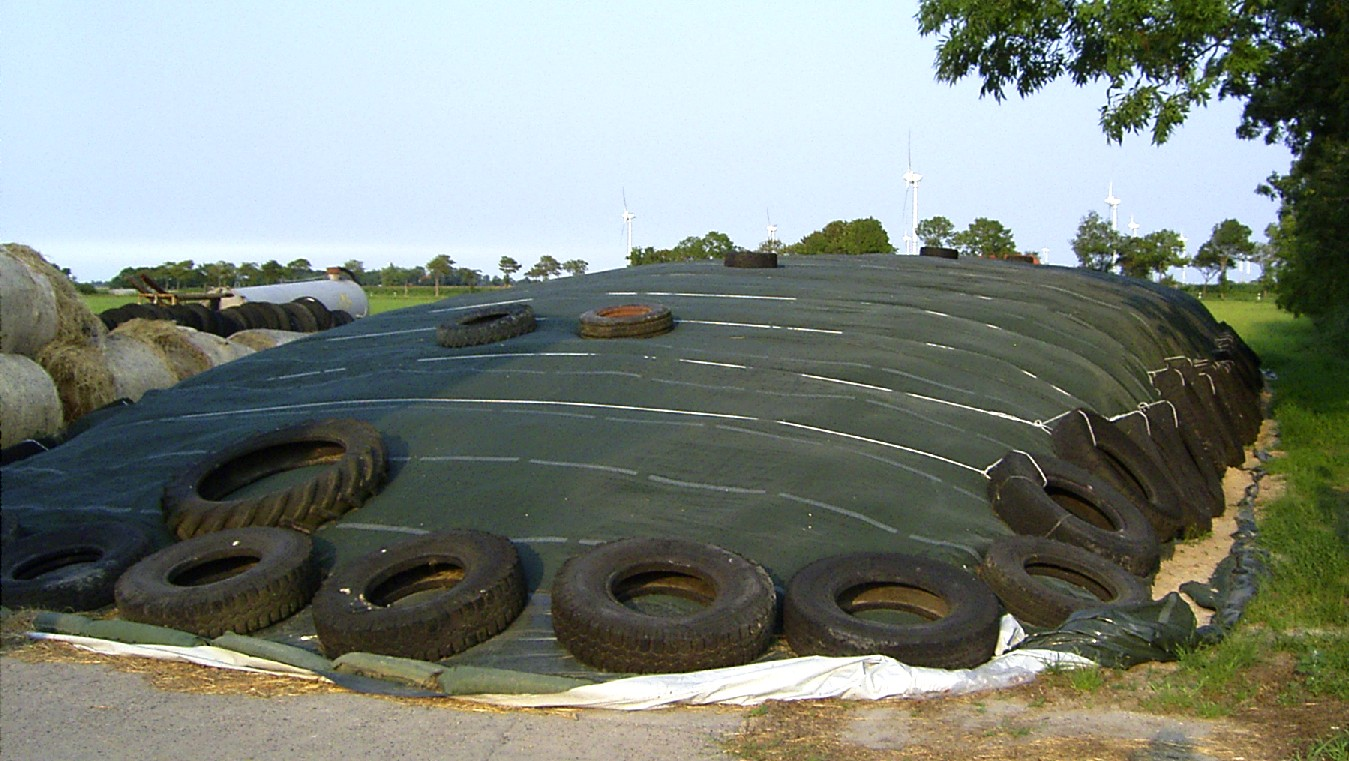
スタックサイロ
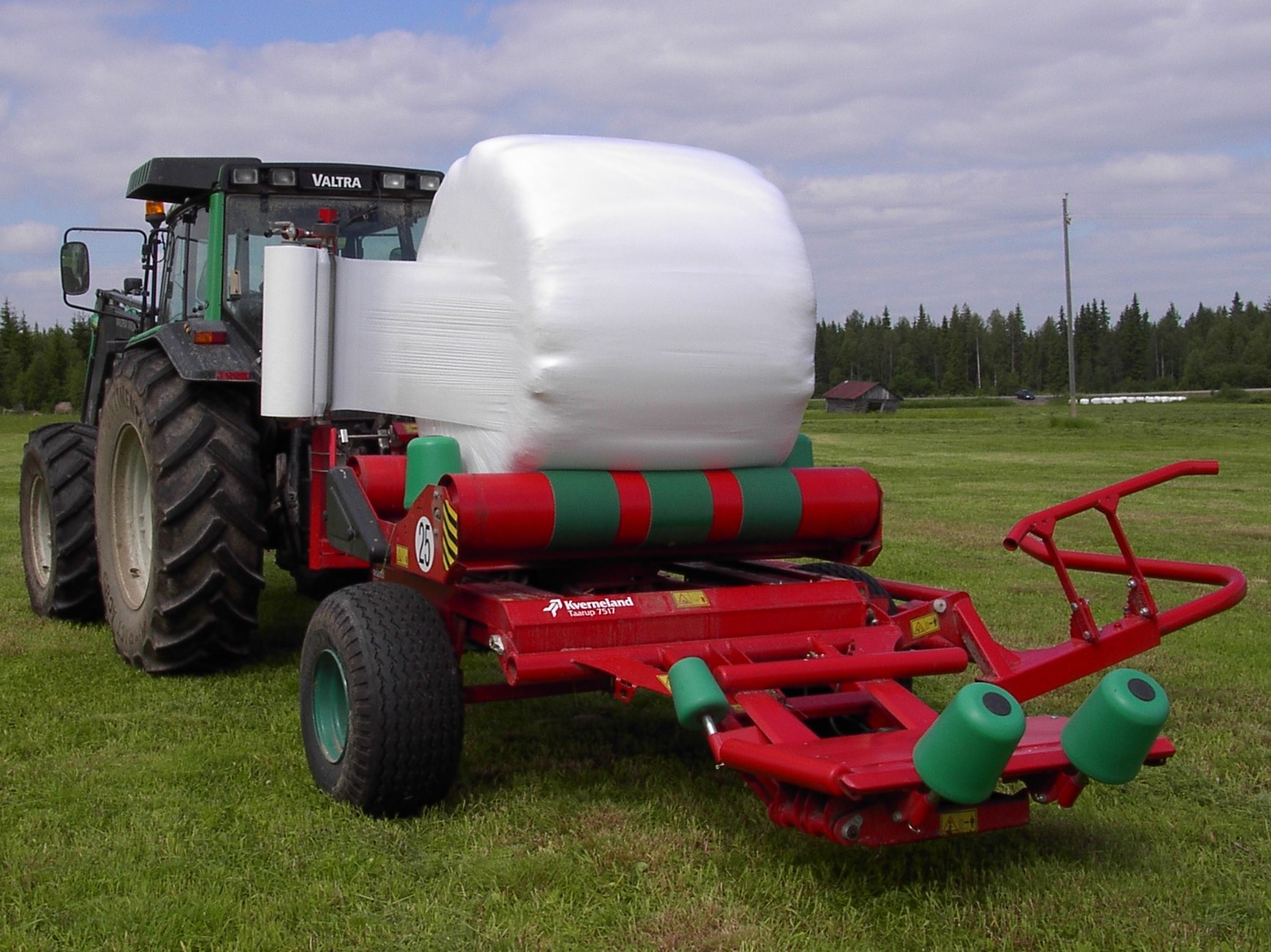
ラップマシーン
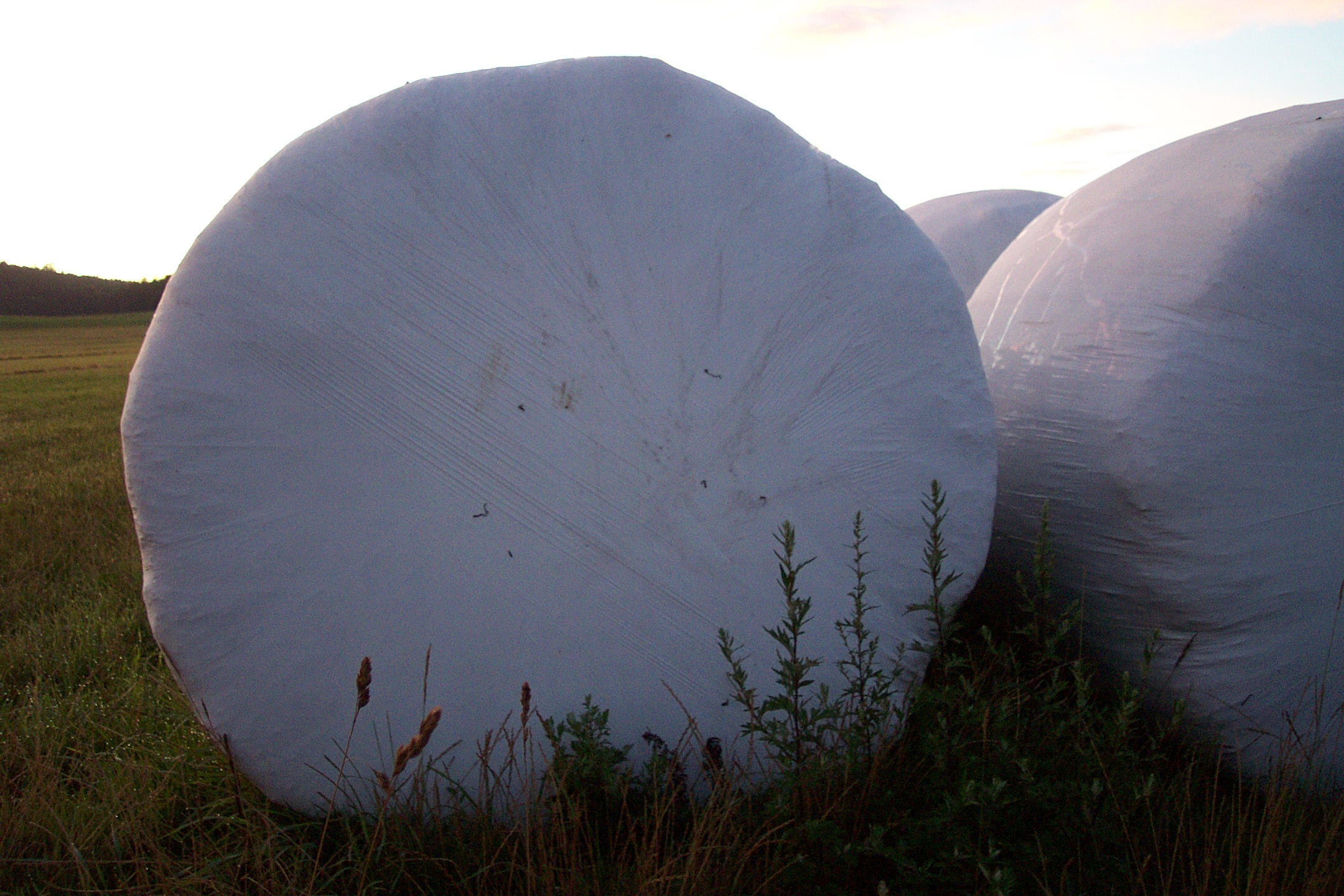
ロールベールサイロ
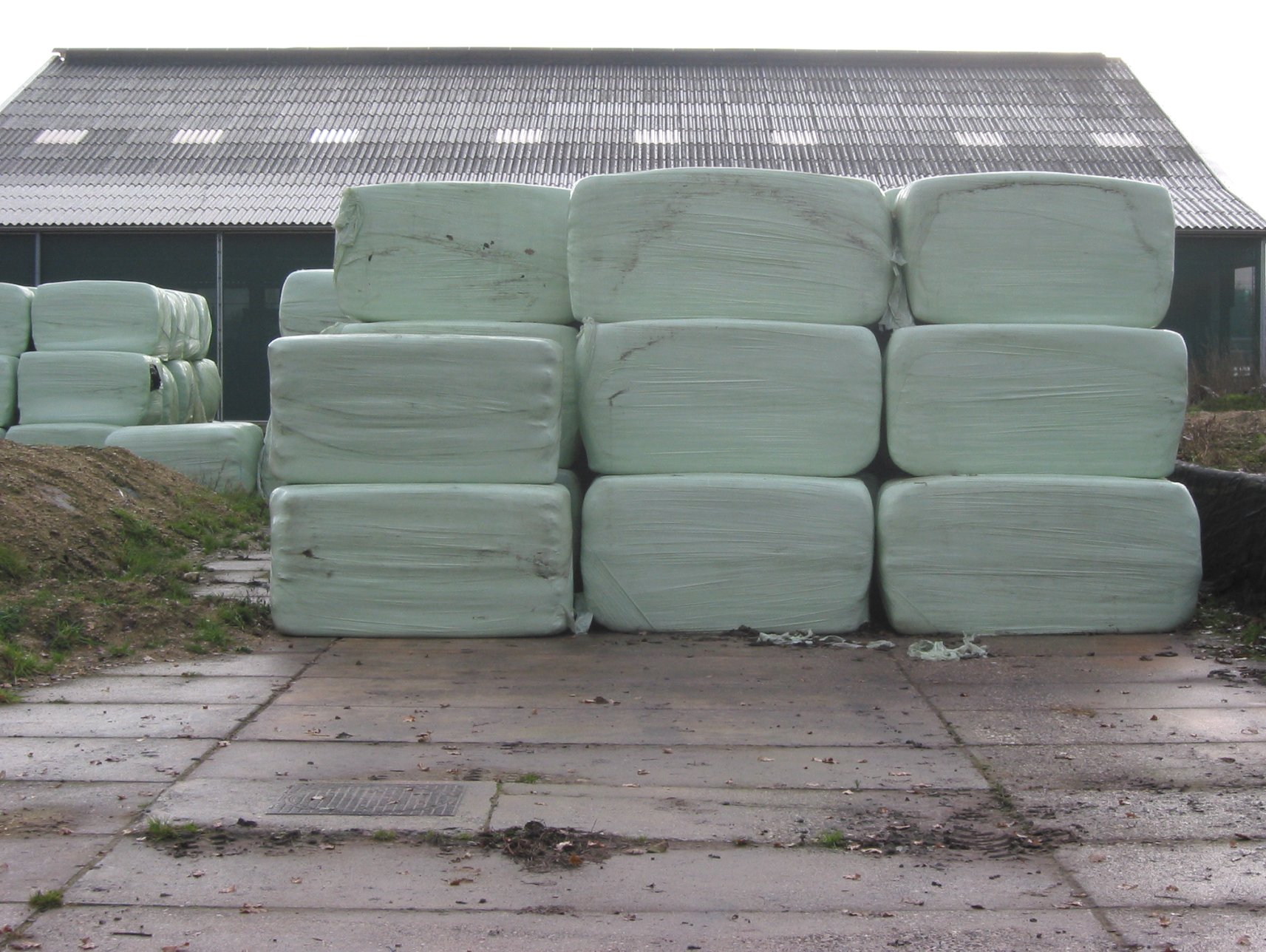
スクエアベールサイロ